# Ligamentul talocalcanean medial
Ligamentul talocalcanean medial (Ligamentum talocalcaneum mediale) este un ligament inconstant al articulației subtalare, aflat pe partea medială a gleznei. El este foarte subțire, scurt, mai scurt decât ligamentul talocalcanean lateral. Se inseră sus pe tuberculul medial al procesului posterior al talusului,  de unde se îndreaptă anterior și inferior, spre marginea posterioară a Sustentaculum tali, pe care se termină. Este acoperit de ligamentul deltoidian și limitează posteroinferior deschiderea medială a canalului tarsian.